# 박수원
박수원은 대한민국의 텔레비전 드라마 연출감독이다.

## 드라마
- 2014년 tvN 목요 시트콤 《막돼먹은 영애씨 시즌13》 ... 공동연출
- 2018년 tvN 금요 미니시리즈 《빅 포레스트》 ... 연출
- 2020년 tvN 8부작 월화 미니시리즈 《산후조리원》 ... 연출
- 2022년 tving 금요 미니시리즈 《술꾼도시여자들 2》 ... 연출